# L.A.X.
L.A.X. (Los Angeles Times)  je treći studijski album los-angeleskog repera The Game. Najavljen je izlazak 24. lipnja. 2008.

## Detalji
The Game je najavio izlazak albuma na Nasovom tulumu na Staru godinu 2007. Naziv je trebao biti "The D.O.C." i trebao je izać na tržište 31. prosinca 2007., ali je promijenjen u "L.A.X.".
Navodno, će The Gameu u izradi pomoć Dr. Dre nakon dugo vramena, no nije službeno potvrđeno. Također će sudjelovati i Cool & Dre i Scott Storch. Gostovat će Akon, Nas, Lil Wayne i mnogi drugi. 
Album će izaći istog datuma kad i album G-Unita zvan Terminate On Sight.

## Singlovi
| #  | Naslov                                       | Gostuje           | Producent(i)                                                      | Uzeto iz | Opće                                                                                              | Trajanje |
| -- | -------------------------------------------- | ----------------- | ----------------------------------------------------------------- | --- | ------------------------------------------------------------------------------------------------- | -------- |
| 1  | "Intro"                                      |                   | Ervin "EP" Pope                                                   | | - Prayer by DMX                                                                                   | 1:21     |
| 2  | "LAX Files"                                  |                   | J. R. Rotem                                                       | | - Vocals by Shorty                                                                                | 3:59     |
| 3  | "State of Emergency"                         | Ice Cube          | J. R. Rotem                                                       | |                                                                                                   | 3:38     |
| 4  | "Bulletproof Diaries"                        | Raekwon           | Jelly Roll                                                        | | - Keyboards by 1500 Or Nothin & Ervin "EP" Pope - Bass Guitar by Willam "kiddFLYY" Taylor         | 4:52     |
| 5  | "My Life"                                    | Lil Wayne         | Cool & Dre                                                        | - Chorus contains elements of "So Tired" by Birdman                                                                      |                                                                                                   | 5:20     |
| 6  | "Money"                                      |                   | Cool & Dre                                                        | | - Vocals by Betty Wright                                                                          | 5:13     |
| 7  | "Cali Sunshine"                              | Bilal             | Nottz                                                             | - Contains elements & sample of the recording of "California Sunshine" by The Dramatics                                  |                                                                                                   | 4:33     |
| 8  | "Ya Heard"                                   | Ludacris          | Nottz                                                             | - Contains elements & features samples from "Jam On It" by Newcleus                                                      |                                                                                                   | 4:04     |
| 9  | "Hard Liquor (Interlude)"                    |                   | Ervin "EP" Pope                                                   | | - Vocals by Jellyroll                                                                             | 1:50     |
| 10 | "House of Pain"                              |                   | DJ Toomp                                                          | | - Additional keys by Jay Mac - Vocals by Traci Nelson                                             | 4:32     |
| 11 | "Gentleman's Affair"                         | Ne-Yo             | J. R. Rotem                                                       | |                                                                                                   | 3:39     |
| 12 | "Let Us Live"                                | Chrisette Michele | Scott Storch                                                      | | - Keyboards by Ervin "EP" Pope                                                                    | 4:39     |
| 13 | "Touchdown"                                  | Raheem DeVaughn   | 1500 or Nothin'                                                   | - Contains elements/samples of "Right on to the Darkness" by Curtis Mayfield                                             | - Additional keyboards by Ervin "EP" Pope                                                         | 3:59     |
| 14 | "Angel"                                      | Common            | Kanye West                                                        | - Contains a sample from "Angel Dust" by Gil Scott Heron                                                                 |                                                                                                   | 4:28     |
| 15 | "Never Can Say Goodbye"                      | LaToya Williams   | Ervin "EP" Pope                                                   | - Contains elements of "Between the Sheets" by The Isley Brothers - Contains elements of "Big Poppa" by Notorious B.I.G. | - Bass by Willam "kiddFLYY" Taylor - Guitar by Glenn Jeffrey - Vocals by Traci Nelson & Jellyroll | 4:40     |
| 16 | "Dope Boys"                                  | Travis Barker     | 1500 or Nothin', additional production by DJ Quik                 | | - Drums by Travis Barker                                                                          | 4:00     |
| 17 | "Game's Pain"                                | Keyshia Cole      | Knobody & Dahoud Darien, Additional production by Ervin "EP" Pope | | - Keyboards by 1500 Or Nothin - Cuts by DJ Vick One - Additional vocals by Grenique Harper        | 4:21     |
| 18 | "Letter to the King"                         | Nas               | Hi-Tek                                                            | - Contains a sample from "Memoirs of the Traveler" by The Jaggerz                                                        |                                                                                                   | 5:45     |
| 19 | "Outro"                                      |                   | Ervin "EP" Pope                                                   | | - Prayer by DMX                                                                                   | 1:28     |
| *  | "Ain't Fuckin With You" (iTunes bonus track) |                   | Trackmasters                                                      | |                                                                                                   | 3:37     |